# Placówka Kontrolna Małego Ruchu Granicznego Niedzica
Przejściowy Punkt Kontrolny Małego Ruchu Granicznego Niedzica – nieistniejący obecnie pododdział Wojsk Ochrony Pogranicza wykonujący kontrolę graniczną osób, towarów i środków transportu bezpośrednio w przejściu granicznym na granicy polsko-czechosłowackiej.

## Formowanie i zmiany organizacyjne
Na południowej granicy uruchomiono 16 przejściowych punktów kontrolnych małego ruchu granicznego. Do końca 1948 ich liczba wzrosła do 19. Było to związane przede wszystkim z koniecznością umożliwienia ludności z Czechosłowacji i Polski mającej pola po obu stronach granicy, dokonywania ich uprawy.
Przejściowy Punkt Kontrolny Małego Ruchu Granicznego Niedzica (PPK MRG Niedzica) sformowany został w 1947 w składzie  Krakowskiego Oddziału Wojsk Ochrony Pogranicza nr 9 według etatu nr 7/34 i podlegał komendantowi 185 strażnicy WOP Niedzica.
W 1948 pododdział przekazany został do  Ministerstwa Bezpieczeństwa Publicznego.
W 1950, będąc w składzie w składzie 3 Brygady WOP graniczna placówka kontrolna przeformowana została na etat 097/1.
W 1952 włączona została w etat 3 Brygady WOP nr 352/1.

## Ochrona granicy

### Podległe przejście graniczne
- Niedzica-Lysá nad Dunajcom.